# Модлішув
Модлішув (пол. Modliszów, нім. Hohgiersdorf) — село в Польщі, у гміні Свідниця Свідницького повіту Нижньосілезького воєводства.
Населення — 193 особи (2011).
У 1975-1998 роках село належало до Валбжиського воєводства.

## Демографія
Демографічна структура станом на 31 березня 2011 року:
|          | Загалом | Допрацездатний вік | Працездатний вік | Постпрацездатний вік |
| -------- | ------- | ------------------ | ---------------- | -------------------- |
| Чоловіки | 96      | 20                 | 71               | 5                    |
| Жінки    | 97      | 14                 | 65               | 18                   |
| Разом    | 193     | 34                 | 136              | 23                   |